# Moran (Kansas)
Pour les articles homonymes, voir Moran.
Moran est une ville américaine située dans le comté d'Allen, au Kansas. Selon le recensement de 2010, sa population est de 558 habitants.